# Edema

Edema periorbital producido por una inflamación.

El edema (o hidropesía) es la acumulación de líquido en el espacio extracelular o intersticial, además de las cavidades del organismo.
El edema se considera un signo clínico. Se revisa de forma interdiaria (día por medio) y, cuando es factible, se mide el contorno de la zona afectada con una cinta métrica (en milímetros). Este efecto es fácilmente apreciable cuando se produce una quemadura solar, ya que se produce edema y enrojecimiento. Después de apretar con el dedo sobre la quemadura, esa zona se queda blanca durante un tiempo hasta que vuelve a su estado anterior.

## Homeostasis de fluidos corporales
En general, la cantidad de líquido intersticial está definido por el equilibrio de fluidos del organismo, mediante el mecanismo de homeostasis. En la práctica, la distribución de líquidos en el cuerpo sigue la regla 60-40-20. Para un individuo normal, aproximadamente el 60 % del peso corporal es agua, del cual aproximadamente el 40 % es intracelular, y el 20 % es extracelular. Como 1 L de agua pesa 1 kg, se deduce que el 60 % de una persona de 70 kg son 42 kg (o 42 L) de agua corporal total. Si el 40 % del peso de la persona es agua corporal intracelular, entonces el volumen intracelular es aproximadamente 28 L, y el volumen extracelular aproximadamente 14 L, que se reparte entre el volumen intravascular (el plasma sanguíneo, que representa el 25 %: unos 4 L) y extravascular (el líquido intersticial, el 75 % restante: 10 L).
Los fluidos de los compartimentos intravascular y extravascular se intercambian fácilmente para mantener el equilibrio indicado. El fluido intravascular sale de los vasos sanguíneos (fundamentalmente a través de los capilares) y entra en el espacio intersticial. Este es el proceso de filtración de fluidos. Se estima que, en un órgano típico, aproximadamente un 1 % de plasma se filtra hacia el espacio intersticial. En condiciones normales, para que el organismo esté en equilibrio, el mismo líquido que sale de los vasos sanguíneos hacia el espacio intersticial debe volver a la vasculatura. Hay dos vías por las cuales el fluido retorna a la sangre:
- la mayor parte del fluido se reabsorbe en el segmento final de los capilares o en las vénulas a continuación; sin embargo, la tasa de reabsorción de líquidos es menor que la tasa de filtración, por lo que hace falta un segundo mecanismo que recoja el exceso de fluido filtrado hacia el líquido intersticial;
- el segundo mecanismo implica los vasos linfáticos, que recogen el excedente de fluido intersticial y lo vierten en el sistema venoso, a nivel de las venas subclavias.

El edema se forma cuando se produce una secreción excesiva de líquido hacia el espacio intersticial o cuando este no se recupera de forma correcta, bien por problemas de reabsorción o por problemas linfáticos.
Hay siete factores que pueden contribuir a la formación de edema:
1. por incremento de la presión hidrostática;
2. por reducción de la presión oncótica en los vasos sanguíneos;
3. por aumento en la permeabilidad de la pared de los vasos sanguíneos, como sucede en la inflamación;
4. por obstrucción de la recogida de fluidos vía el sistema linfático;
5. por cambios en las propiedades de retención de agua de los tejidos;
6. por disminución de las proteínas plasmáticas que disminuyen la presión oncótica de la sangre;
7. por aumento del volumen de líquido extracelular como resultado de condiciones relacionadas con la retención hídrica.

Una presión hidrostática elevada a menudo refleja un aumento en la retención de agua y sodio por los riñones.
Una presión oncótica reducida puede deberse a un defecto de síntesis de proteínas plasmáticas en el hígado o una pérdida excesiva de proteínas a nivel renal, como ocurre en el síndrome nefrótico.
En el linfedema, el sistema linfático se encuentra obstruido, bien porque está dañado (a causa de una infección, por ejemplo), bien por la existencia de malformaciones, diabetes, debilidad o falla congénita del corazón

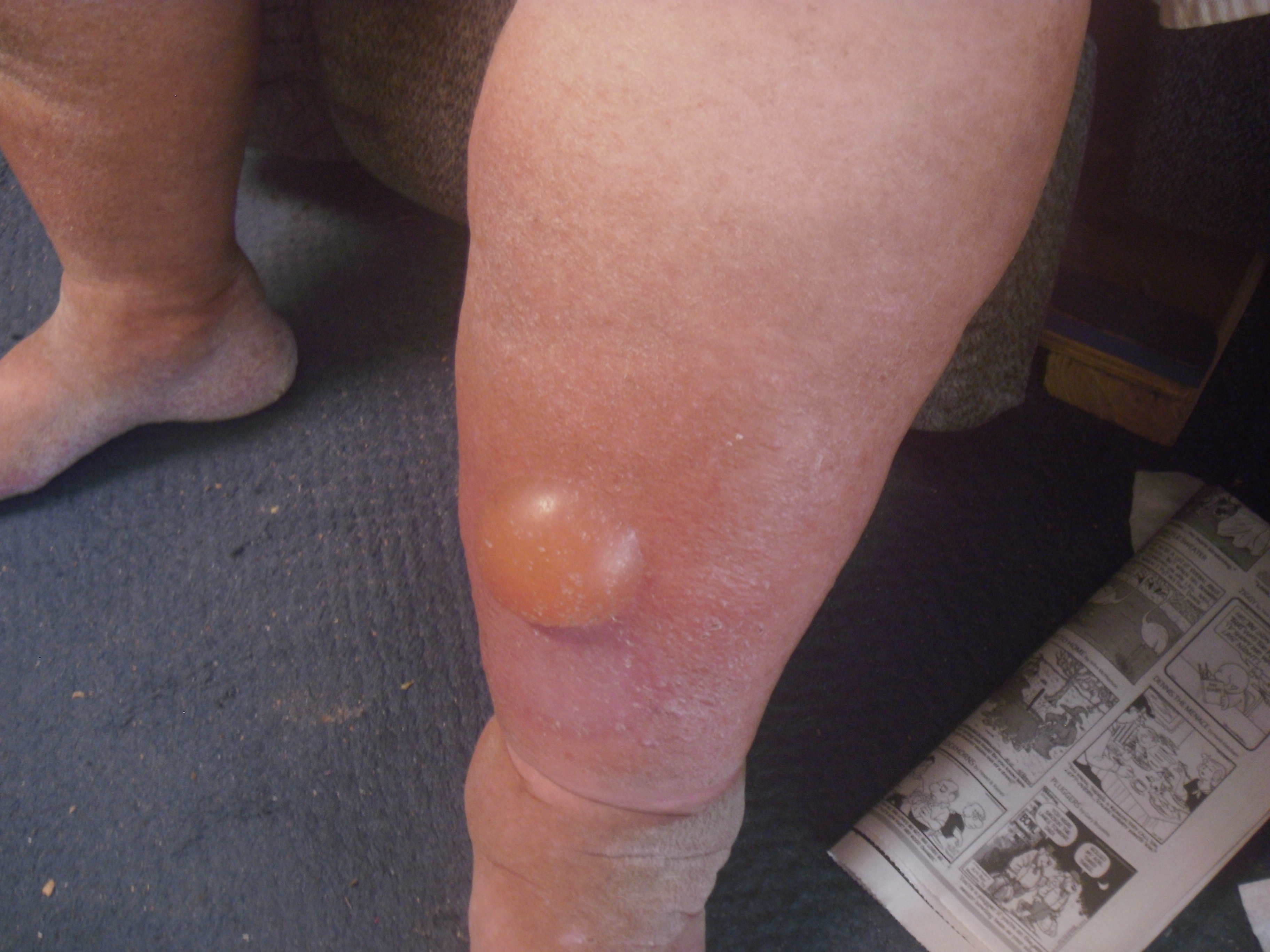
Edema en las piernas causado por debilidad del corazón.

En cuanto al edema de origen inflamatorio, es causado por una molécula producida por los mastocitos y basófilos, la histamina, que dilata las arteriolas y aumenta la permeabilidad de las vénulas, lo que favorece la salida de fluido plasmático endoplástico.

## Patogenia del edema
La generación de fluido intersticial está regulado por las fuerzas de la ecuación de Starling.
{\displaystyle \ Q=K_{f}([P_{c}-P_{i}]-R[\pi _{c}-\pi _{i}])}
La presión hidrostática dentro de los vasos sanguíneos (Pc) tiende a que el agua se filtre hacia el espacio intercelular, y de aquí a los tejidos. Esto genera una diferencia en la concentración de proteínas entre el plasma sanguíneo y el tejido, que genera una presión oncótica (πc): la concentración de proteínas en el plasma tiende a reabsorber el agua de vuelta desde los tejidos hacia el plasma. La ecuación de Starling establece que la tasa de flujo de fluido viene definida por la diferencia entre las dos presiones (la hidrostática y la oncótica) y por la permeabilidad del vaso sanguíneo (Kf). La resultante de las dos presiones determina el sentido del flujo. La mayor parte del flujo de agua ocurre en los capilares, o en las vénulas postcapilares, que tienen una pared semipermeable que permite pasar el agua más fácilmente que las proteínas. Se dice que las proteínas son "reflejadas", porque no pueden pasar libremente, y la eficiencia de la reflexión viene dada por una constante (R), de valor máximo 1. Si las separaciones entre las células que forman el vaso se abren, la permeabilidad al agua aumenta en primer lugar, pero a medida que las aperturas aumentan de tamaño, la permeabilidad a las proteínas aumenta también.
Los cambios en las variables de la ecuación de Starling pueden contribuir a la formación de edema, bien por aumento en la presión hidrostática dentro del vaso (que impulsará el agua hacia el espacio intercelular), un descenso en la presión oncótica en el interior del vaso o un aumento en la permeabilidad de la pared del vaso. Esto último tiene dos efectos: permite al agua fluir con más libertad y reduce la diferencia de presión oncótica, al permitir a las proteínas salir del vaso con más facilidad.
En forma resumida, las causas principales de edema son:
a.- Aumento de la presión hidrostática de la sangre en la microcirculación:
- por aumento de la presión venosa, como ocurre en la insuficiencia cardíaca, la hipervolemia (aumento del volumen sanguíneo), obstrucción venosa (por trombosis venosa o compresión), incompetencia de las válvulas venosas (el caso de las varices) o el efecto de la gravedad;
- por aumento de la presión arterial, como ocurre en la hipertensión;
- por disminución de la resistencia arterial (por causa fisiológica o farmacológica);

b.- Aumento de la permeabilidad capilar, por daño vascular (por ejemplo, en quemaduras o traumatismos) o debido a la presencia de inflamación;
c.- Disminución del nivel de proteínas plasmáticas, sobre todo albúmina, que determina el 70 % de la presión oncótica. Cuando disminuye el nivel de proteínas disminuye la presión oncótica, como ocurre en la cirrosis hepática, malnutrición, quemaduras y síndrome nefrótico.
d.- Bloqueo del drenaje linfático (linfedema), por traumatismos, inflamación de las vías linfáticas o invasión de éstas por parásitos (por ejemplo, filariasis).

## Tipos de edema

### Según la temperatura
El edema se puede presentar frío o caliente.

### Según la extensión
El edema puede ser generalizado (anasarca) en caso de síndrome nefrótico (oliguria, hipoalbuminemia, de origen crónica, y proteinuria), glomerulonefritis secundaria (lupus eritematoso sistémico, diabetes mellitus, gota, amiloidosis) o localizado:

#### Edema generalizado
También denominado sistémico, que cuando es intenso provoca una hinchazón difusa de todos los tejidos y órganos del cuerpo, especialmente el tejido celular subcutáneo, llamándose entonces anasarca.
En el fallo cardíaco, se produce un aumento en la presión hidrostática, mientras que en el síndrome nefrótico y en el fallo hepático se produce una caída de la presión oncótica. Se considera que estas patologías explican la aparición de edema, aunque la situación podría ser más compleja.
En estos casos, se puede producir edema en múltiples órganos y en los miembros periféricos. Por ejemplo, un fallo cardíaco importante puede causar edema pulmonar, pleural, ascitis y edema periférico.
En el caso del síndrome nefrótico, el edema aparece normalmente antes de que los niveles de proteína en la orina sean suficientemente elevados como para explicar por sí solo la aparición de edema debido a la disminución de la presión oncótica. Ello se debe a que en este síndrome, además de las alteraciones de la permeabilidad glomerular, también se produce un aumento de la permeabilidad vascular general, lo que aumentaría la filtración hacia el espacio intersticial, produciéndose el edema.

#### Edema localizado
Se produce en una parte del cuerpo, por ejemplo ante una inflamación o hinchazón de una pierna en caso de trombosis venosa.
El edema localizado se debe principalmente a la disminución de la circulación linfática y al aumento de la presión venosa en el segmento afectado, bien por obstrucción o bloqueo linfáticos, en el primer caso; o por obstrucción (debida a la presencia de un trombo, por ejemplo) o compresión de uno o varios troncos venosos correspondientes a un segmento del cuerpo. Estos edemas que se producen por circunstancias principalmente mecánicas se llaman edemas mecánicos.
El edema localizado también puede deberse a un aumento de la permeabilidad capilar limitado a una sola área o región, más bien circunscrita, por causa inflamatoria (edema inflamatorio) o alérgica (edema angioneurótico).

### Según la localización

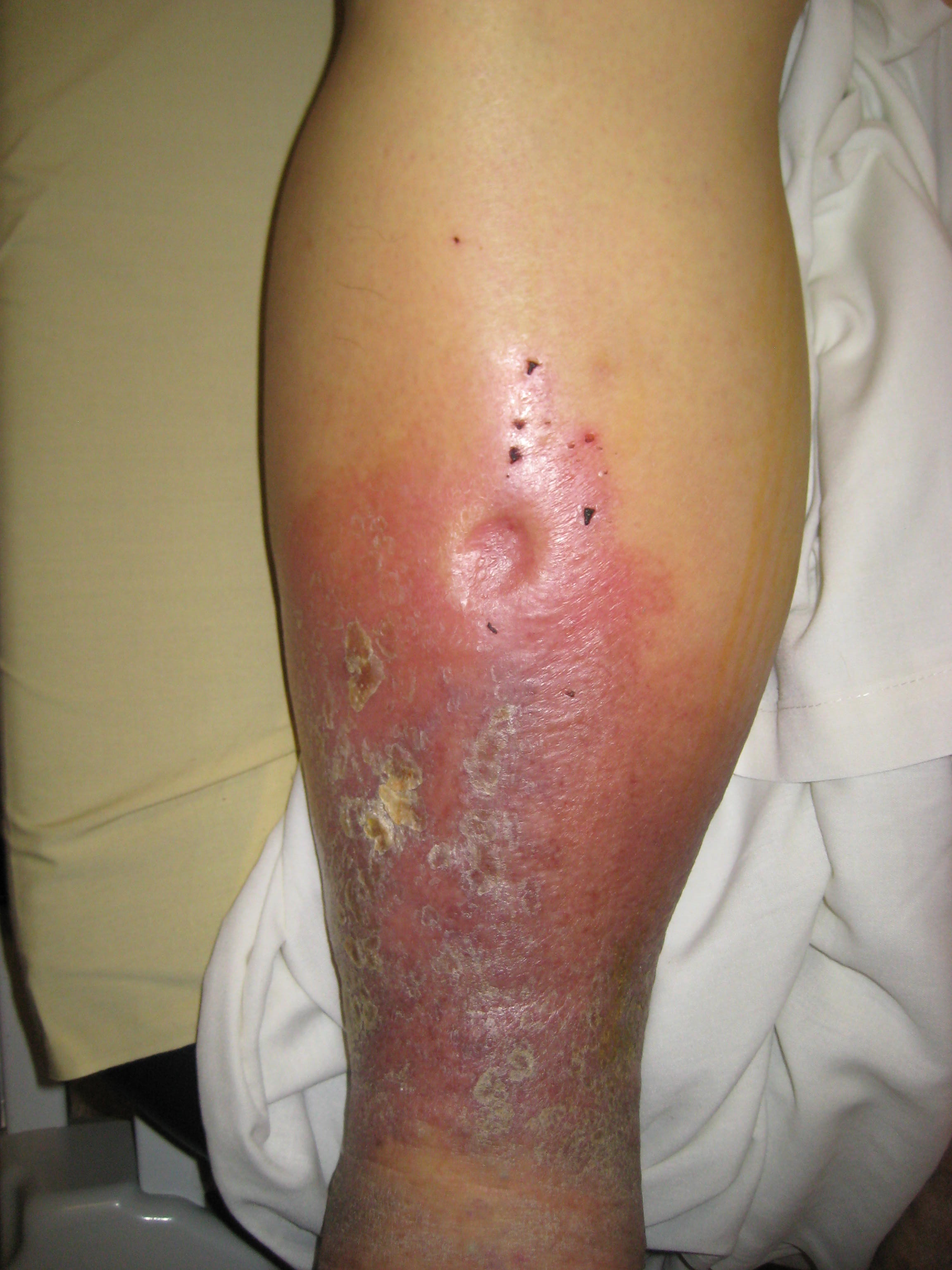
Profundo edema de la extremidad inferior de una persona con fallo hepático crónico, con signos de estasis venosa también presentes.

Algunos ejemplos de edema en órganos específicos:
- Edema cardiogénico: Se inicia en regiones declives que se encuentran por debajo del corazón principalmente en maleolos, tiene aspecto liso, brillante, frío, blando, con fóvea, se encuentra en armonía al grado de insuficiencia cardiaca llegando a anasarca, ascitis e hidrotórax, es vespertino y mejora con la postura. Se desencadena por el aumento de la presión hidrostática en el sector venoso de los capilares, que rompe el equilibrio entre presiones hidrostática y oncótica y ocasiona el paso de líquido hemático al intersticio. El edema iniciado de esta forma se perpetua por la retención de sodio y agua por el riñón en respuesta a la disminución del volumen sanguíneo eficaz. En la insuficiencia cardiaca derecha se eleva la presión venosa sistémica, porque el corazón no es capaz de acoger la sangre que vuelve por las venas. Es posible que intervenga también la limitación de drenaje linfático, ya que la hipertensión venosa se transmite al conducto torácico. Este edema se caracteriza porque tiende a disponerse en zonas declives, obedeciendo a la acción de la gravedad. De ese modo, si el paciente hace vida normal, se observa en los pies (tobillos) y en las piernas, y disminuye, pudiendo llegar a desaparecer, con el decúbito nocturno. Por el contrario si el enfermo se ve obligado a guardar cama, el líquido, se acumulara en la región sacra. Cuando alcanza gran desarrollo, el edema se extiende a otras zonas (muslos, genitales, pared abdominal) e incluso puede llegar a anasarca.
- Ascitis: Es el cúmulo de líquido en la cavidad peritoneal o abdominal.
- Hidrotórax o derrame pleural: Es el cúmulo de líquido en la cavidad pleural o torácica.
- Hidropericardio o derrame pericárdico: Es la acumulación de líquido en la cavidad pericárdica.
- Hidrocefalia: Es la dilatación de los ventrículos cerebrales por acumulación de líquido cefalorraquídeo.
- Linfedema: acumulación de linfa en el tejido celular subcutáneo supraaponeurótico de los miembros, por defecto del sistema linfático. Esto puede deberse a obstrucción, por ejemplo debido a la presión ejercida por un cáncer o a la presencia de ganglios linfáticos inflamados, la destrucción de los vasos linfáticos por radioterapia o la infiltración de los vasos linfáticos por una infección. Lo más frecuente es el fallo en el sistema de bombeo del sistema linfático, debido a la inmovilidad, como ocurre en los casos de esclerosis múltiple o paraplejia.
- Edema pulmonar: es la acumulación de líquido (trasudado) en los pulmones, en el espacio intersticial del parénquima pulmonar, que puede llegar también a ocupar el espacio alveolar. Ocurre por un aumento brusco de la presión (por encima de 18 mmHg) en los capilares pulmonares. Este aumento de presión en los vasos pulmonares se debe a la obstrucción para extraer la sangre vía las venas pulmonares. Esto se debe normalmente a una insuficiencia del ventrículo izquierdo del corazón. También puede ocurrir debido al mal de altura (edema pulmonar de altitud) o por la inhalación de productos tóxicos. El edema pulmonar produce insuficiencia respiratoria. El derrame pleural puede ocurrir cuando el líquido también se acumula en la cavidad pleural.
- Edema macular: Acumulación anormal de líquido en las capas de la retina (en la mácula). La mácula se engruesa y se produce glaucoma. El líquido viene de los vasos sanguíneos, cuyas paredes tienen una función inadecuada debido a la diabetes. Es una complicación de la retinopatía diabética.
- El edema alrededor de los ojos se denomina edema periorbital. Los tejidos periorbitales aparecen hinchados de forma más evidente inmediatamente después de levantarse, debido a la redistribución gravitacional de fluidos al pasar de la posición horizontal a la vertical.
- Edemas cutáneos comunes se observan con picaduras de mosquito, araña, avispa o abeja, y contacto de la piel con ciertas plantas, como la ortiga.

El mixedema no constituye un tipo de edema, pues en esta afección (que aparece en el hipotiroidismo) el tejido es infiltrado por una sustancia mucosa y no por líquido como ocurre en el edema. Se dan, en algunos casos, edemas generalizados, como por ejemplo el caso de Jon Brower Minnoch.

## Causas principales de edema
- Insuficiencia renal.
- Cirrosis hepática.
- Trombosis venosa.
- Síndrome nefrítico.
- Síndrome nefrótico.
- Malnutrición.
- Inflamación.
- Insuficiencia cardíaca.
- Retención de sodio.
- Disfunción renal.
- Infecciones parasitarias
- Fricción entre tejidos.